# رياضات الهواة
تُعد رياضات الهواة إحدى الرياضات التي يشارك فيها الناس بشكل كامل أو جزئي دون أجر. ويجري التمييز بين المشاركين الرياضيين والمحترفين، الذين يتقاضون أجورًا مقابل الوقت الذي يقضونه في المنافسة والتدريب. في معظم الرياضات التي تتضمن لاعبين محترفين، يشارك المحترفون بمستوى أعلى من مستوى اللعب الذي يلعبه المنافسون الهواة، ويمكنهم التدريب بدوام كامل دون تكلف عناء البحث عن وظيفة أخرى. إن غالبية المشاركين في هذه الرياضة على مستوى العالم هم هواة. فقد كانت رياضة الهواة مثالًا مهمًا في القرن التاسع عشر، خصوصًا بين الطبقات العليا. ولكنها واجهت اضمحلالًا استمر طوال القرن العشرين مع استمرار نمو الرياضة المحترفة وتحقيق الاستثمار من رياضات الهواة والرياضات الجماعية، التي يتبناها عدد قليل من المنظمات التي تحكم الرياضة، حتى مع الاحتفاظ بكلمة «هواة» في عناوينهم.

## خلفية تاريخية
تطورت الرياضات الحديثة المنظمة في القرن التاسع عشر، إذ تولت المملكة المتحدة والولايات المتحدة زمام المبادرة. وكانت الثقافة الرياضية قوية بشكل خاص في المدارس والجامعات الخاصة، وكان رجال الطبقة العليا والمتوسطة يحضرون هذه المؤسسات كهواة. جرى تقييد فرص المشاركة (أو التسجيل) على الطبقات العاملة في الرياضة حسب أيام العمل الطويلة وأيام الأحد والسبت. وفي المملكة المتحدة، أعطى قانون المصانع لعام 1844 الرجال العاملين نصف يوم من الخدمة، الأمر الذي جعل الفرصة متاحة للمشاركة في الرياضة على نطاق أوسع. وجد رياضيو الطبقة العاملة صعوبة في ممارسة الرياضة بمستوى عال بسبب حاجتهم الماسة إلى العمل. في بعض الأحيان، شكّلت الجوائز النقدية، وخاصة في المسابقات الفردية فارقًا؛ وقد راهن بعض المنافسين على نتائج المباريات. ومع تطور الفرق المحترفة، كانت بعض النوادي مستعدة لتقديم مدفوعات «غير مرضية» للاعبين لدفع أجور الرياضيين الكبار وأخذ إجازة من العمل. ومع زيادة الحضور، أصبح بالإمكان دفع الرياضيين إلى التركيز على رياضتهم بدوام كامل. وقد أعرب أنصار فكرة الهواة عن أسفهم لتأثير المال وما له من تبعات على الرياضة. وزعموا أن ذلك يصب في مصلحة المحترف الذي يحصل على أعلى مبلغ ممكن من الأجر لكل وحدة من وحدات الأداء، لا الأداء بأعلى مستوى؛ إذ إن هذا لا يحقق فائدة إضافية.
فالرجال من الطبقة المتوسطة والعليا لم يكن لديهم تفضيل نظري لبقاء ممارسة الرياضة بشكل هاوٍ فحسب، بل كانت لديهم مصلحة ذاتية في منع إضفاء الطابع الاحترافي على الرياضة، ما سيصعب عملية المنافسة بين أبناء الطبقة العاملة. لم يرَ الرياضيون من الطبقة العاملة سببًا في عدم دفع أجورهم للعب. ومن هنا كانت هناك مصالح متضاربة بين أولئك الذين يتمنون أن تكون الرياضة منفتحة على الجميع والذين كانوا يخشون من ان يدمر الاحتراف «روح كورنثيان». استمر هذا الصراع لمدة مئة عام. فبعض الرياضات تفاعلت مع قضية الاحتراف بسهولة نسبيًا، مثل لعبة الغولف، والتي قرر المسؤولون عنها في أواخر القرن التاسع عشر التساهل بين الهواة والمهنيين. بالرغم من أن هناك آخرين أصيبوا بصدمة نفسية بسبب هذه المعضلة، لكنهم استغرقوا أجيالًا كاملة حتى توصلوا إلى التأقلم مع الاحتراف نتيجة لتسببه في انهيار هذه اللعبة (كما هو الحال في اتحاد الركبي ودوري الركبي سنة 1895.

### الكورنثيان
أتى مصطلح الكورنثيان ليصف أحد أكثر الرياضيين فضيلة؛ أولئك الذين ليس لهم منافس إلا من حيث العدالة والشرف في المنافسة التي تكون قيمتها أعلى من النصر أو المكسب. تأسس نادي كورنثيان لليخت (حاليًا نادي كورنثيان الملكي لليخت) في إسكس سنة 1872 «بتشجيع الإبحار في اليخت للهواة» باعتباره الهدف الرئيسي. ولتحقيق هذه الغاية، ضمنت قواعد النادي أن تتألف الطواقم من هواة، في حين «لا يسمح لأي يد محترفة أو مدفوعة بلمس المقود أو المساعدة بأي شكل من الأشكال في التوجيه». بالرغم من أن موقع نادي كورنثيان الملكي لليخت يستمد اسم كورنثيان من ألعاب إيستميان في كورينث القديمة، ويستمد قاموس أكسفورد الإنجليزي اسم كورنثيان من «الثروة التي يمكن أن يُطمأن بها، والترف وسلب حقوق كورنث القديمة»، فقد تطور معنى هذه الكلمة من «رجل ثري» (سنة 1577) إلى «رجل مغرض» (1697) إلى «رجل الموضة» (1819) إلى «ثري هاو في الرياضة يمتطي حصانه ويقود يخته الخاص، الخ» (1823). في عام 1900، نشر ديكسون كيمب كتابًا بعنوان دليل الإبحار على متن اليخت والقارب، كتب فيه: «كان مصطلح الكورنثيان يطبق على الرعاة الأرستقراطيين فقط منذ نصف قرن في الرياضة، وبعض هذه الرياضات، مثل البوجيلزيه، ليست دارجة الآن».
تطور «أنموذج الكورنثيان» لوصف الرجل الهاوي جنبًا إلى جنب مع حركة «العضلات المسيحية» في بريطانيا في أواخر العصر الفيكتوري، وجرى تحليلها كظاهرة اجتماعية تاريخية منذ أواخر القرن العشرين. كان نادي كورينثيان الذي تأسس في عام 1882 نموذجًا مثاليًا لذلك. وفي الولايات المتحدة، أصبح «كورنثيان» يطبق بصفة خاصة على أصحاب اليخوت الهواة، وما زال قائمًا بهذه الصفة وباسم العديد من نوادي اليخت; بما في ذلك نادي اليخوت سيوانهاكا كورينثيان (تأسس عام 1874، وأضيف «كورينثيان» إلى الاسم في عام 1881) ونادي اليخوت في ييل كورينثيان (كذلك 1881 و1893).

## الوقت الحاضر
بحلول أوائل القرن الحادي والعشرين، قبلت جميع الألعاب الأولمبية وجميع رياضات الفرق الرئيسية للمنافسين المحترفين للمشاركة في بطولاتها. ومع ذلك، لا تزال هناك بعض الرياضات التي تميز بين وضع الهواة والمكانة المهنية مع اتحادات تنافسية منفصلة. ومن أبرز هذه الرياضات لعبة الغولف والملاكمة. وبشكل خاص، لم يتمكن من المنافسة في الألعاب الأولمبية حتى عام 2016 إلا ملاكمون هواة. قد تنشأ مشاكل للرياضيين من الهواة عندما يعرض عليهم الرعاة المساعدة على تحمل نفقاتهم آملين عقد صفقات معهم في حال أصبحوا لاعبين محترفين في وقت لاحق. هذه الممارسة، التي أطلق عليها «الشاماتورانية»، كانت موجودة في القرن التاسع عشر. مع ارتفاع المخاطر المالية والسياسية على مستوى عال، أصبحت الشاماتورانية أكثر انتشارًا، فبلغت ذروتها في سبعينيات وثمانينيات القرن العشرين، عندما بدأت اللجنة الأولمبية الدولية في التحرك نحو قبول الرياضيين المحترفين. تسبب ظهور «رياضيي الهواة بدوام كامل» الذي ترعاه الدولة في بلدان الكتلة الشرقية في المزيد من تآكل إيديولوجية الهواة المحضة، حيث وضع هواة الدول الغربية الذين يموّلون أنفسهم في وضع غير مواتٍ. ضمَ الاتحاد السوفيتي فرقًا من الرياضيين كانوا جميعًا طلابًا أو جنودًا أو ممن لديهم مهنة ما، لكن الكثير منهم حصلوا في الواقع على أموال من الدولة للتدريب بوقت مفتوح.

## الرياضات الجامعية في أمريكا الشمالية
جميع الرياضات الجامعية في أمريكا الشمالية يمارسها رياضيون هواة، حتى إن أكثر الرياضات الجامعية التجارية، مثل كرة القدم وكرة السلة التابعة للاتحاد الوطني للرياضات الجامعية لا تموّل المنافسين، بالرغم من أن المدربين يُدفع لهم بشكل عام. وغالباً ما يكون مدربو كرة القدم في تكساس والولايات الأخرى أعلى موظفي الدولة أجراً، حيث يتقاضى بعضهم رواتب تزيد عن خمسة ملايين دولار أمريكي سنوياً. لا يمكن لبرامج المنح الرياضية، على عكس برامج المنح الدراسية الأكاديمية، تغطية التكاليف أكثر من الغذاء والسكن والتعليم وغير ذلك من النفقات المرتبطة بالجامعات.
ولضمان عدم التحايل على القواعد، تقيّد القواعد الصارمة منح الهدايا في أثناء عملية التوظيف وكذلك في أثناء ممارسة مهنة رياضية جماعية وحتى بعدها؛ ولا يستطيع رياضيو الجامعات تأييد المنتجات التي قد يصادق عليها البعض، وهو ما قد يعتبر انتهاكاً لحقوق التعبير الحر.
انتقد البعض هذا النظام ووصفه بالاستغلالي. وتعد برامج ألعاب القوى الجامعية البارزة من المساعي التجارية الكبرى، ويمكن أن تجني بسهولة ملايين الدولارات من الأرباح خلال موسم ناجح. يقضي رياضيو الكليات وقتًا رائعًا في «العمل» بالجامعة، ولا يكسبون شيئًا منها في الوقت نفسه باستثناء المنح الدراسية التي تساوي أحيانًا عشرات الآلاف من الدولارات؛ وفي الوقت نفسه، يكسب مدربو كرة السلة وكرة القدم رواتب يمكن مقارنتها بمدربي الفرق المحترفة.
يقول مؤيدو النظام إن الرياضين الجامعيين يمكنهم الاستفادة دائمًا من التعليم الذي يكسبونه كطلاب إذا لم تنجح حياتهم الرياضية، وإن السماح للجامعات بدفع أجور الرياضيين في الجامعات من شأنه أن يؤدي بسرعة إلى تدهور التركيز الأكاديمي على ألعاب القوى في الجامعات. كما يشيرون إلى أن المنح الرياضية تسمح للعديد من الشباب بالحصول على تعليم جيد، فالكثير من الرجال والنساء كانوا ليعجزوا عن تحمل تكاليف الالتحاق بالجامعة لولا تلك المنح. كما أن معظم الرياضات الأخرى غير كرة القدم وكرة السلة للرجال لا تحقق إيرادات كبيرة لأي جامعة (وغالباً ما يتم تمويل هذه الفرق من كرة القدم وكرة السلة والتبرعات)، لذا قد لا يكون من الممكن دفع أجور للرياضيين في جميع الرياضات. إن السماح بتقاضي أجور في رياضات محددة قد يؤدي إلى انتهاك قوانين الولايات المتحدة مثل القانون الاتحادي للحقوق المدنية.